# 佐宗綾子
佐宗 綾子（さそう あやこ、1967年3月5日 - ）は、ゲームミュージックの作曲家。名義として主にSampling masters AYAを使う。神奈川県立港北高等学校を経て東京コンセルヴァトアール尚美卒業。神奈川県横浜市出身。

## 略歴
7歳から14歳までピアノを、16歳からは電子オルガンを学んだ。高校在学中は吹奏楽部に所属しユーフォニアムを演奏、バンド活動も行いキーボードを担当した。東京コンセルヴァトアール尚美では電子オルガンを専攻。在学中にヤマハのエレクトーンコンテストで入賞した。卒業後はナムコ（後のバンダイナムコゲームス）に入社、細江慎治らとともにリッジレーサーシリーズを始めとするゲームサウンドの制作を担当。7年間在籍した後、アリカに移り4年の活動を経て、細江と共にスーパースィープを設立。同社取締役。

## 人物
ピアノ学習の他、両親の社交ダンス、父親が市民オーケストラのヴァイオリン奏者・指揮者であったことを通じてラテンやクラシック等幅広く触れる環境にあり、歌謡曲、アニメテーマも好んで聴いた。中学生の時期からはアーケードゲームとそのサウンドに親しんでおり、専門学校では電子オルガンの実技指導を通してジャズやフュージョンに多く接した。この時期にはコンピューターミュージックに強い興味を持ち、コンピューター演奏に生演奏を合わせるスタイルを取った。またゲームで馴染みのあった曲の細野晴臣によるアレンジを聴き、そのサウンドに感動したことが進路に影響を与えた、と述べている。
ナムコ在籍中にテクノポップユニットまにきゅあ団に参加、アリカ移籍後には細江慎治とSampling Mastersを結成するなど、ゲーム以外にも活動の場を広げる。作品はテクノ、ダンス系から壮大なオーケストレーション、フュージョンまで幅広く、ゲームサウンドにおいては効果音のきめ細かい設定や時代劇ゲームにおける和楽器音の採用等、各場面の最適化に対応、チーム制作でのアレンジ作業も行う。また、既存曲へのアレンジも多く、『F-ZERO GX』『カラス』『ダライアス』『テクニクティクス』等のアレンジアルバム制作に関わっている。

## 参加作品
五十音順。
- あずみ
- iS internal section
- 海からの使者
- ウミショー
- SDガンダム ガシャポンウォーズ
- エスプガルーダ（プレイステーション2版アレンジ）
- エバーブルーシリーズ
- F-ZERO GX（アレンジ）
- オトメディウスG(ゴージャス!)（アレンジ）
- オトメディウスX(エクセレント!)（アレンジ）
- 己の道を征け
- カスタムロボシリーズ（カスタムロボ / カスタムロボV2 / カスタムロボGX）
- ガンダムバトルオンライン
- キモかわE!
- ギャラクシアン3シリーズ（PROJECT DRAGOON シアター6 / Attack of the ZOLGEAR）
- グルーヴコースター
- 激闘プロ野球 水島新司オールスターズVSプロ野球
- 結界師 黒芒楼襲来
- 金色のガッシュベル!! 友情タッグバトル2
- サイバーサイクルズ
- ザ・ナイトメア・オブ・ドルアーガ 不思議のダンジョン
- THE パーティー右脳クイズ
- ストリートファイターEXシリーズ
- ストリートファイタートリビュートアルバム
- スパイクアウト バトルストリート
- 絶対音感オトダマスター
- ゼノサーガ エピソードII［善悪の彼岸］ / ゼノサーガフリークス
- ゼビウス3D/G
- 倉庫番DX
- 対局麻雀 ネットでロン!
- CHUNITHM
- TECHNICTIX
- テクニクビート
- 鉄拳6
- テトリス ジ・アブソリュート ザ・グランドマスター2 PLUS
- 天空アージュ
- 怒首領蜂大往生（プレイステーション2版アレンジ）
- ドルアーガオンライン THE STORY OF AON
- NARUTO -ナルト-（NARUTO -ナルト- 激闘忍者大戦シリーズ）
- パーフェクトプリンス
- 爆裂クイズ魔Q大冒険
- パズルクラブ
- ハンクス・ワークショップ
- beatmania IIDXシリーズ
- ファイティングレイヤー
- ファイナルファンタジータクティクスアドバンス
- ファントム・キングダム
- フォーエバーブルー
- FolksSoul -失われた伝承-
- ブシドーブレード
- BLOOD+ 双翼のバトル輪舞曲
- まじしゃんず・あかでみい
- モンスターキングダム・ジュエルサモナー
- ヤンス!ガンス!（効果音）
- 余命検索サービス X-DAYシリーズ
- リッジレーサーシリーズ
- レッツタップ
- ローリングサンダー2
- ロックマンエグゼ トランスミッション

## 提供楽曲
- beatmania IIDX（sampling masters AYA名義[注釈 1]）
  - Wow Wow 70's (6th style)
  - one or eight (9th style)
  - Debtty Daddy (10th style)
- お掃除戦隊くりーんきーぱー
  - OPテーマ「きらきら×きーぱー」
  - EDテーマ「ポリっしゅ!」
- 太鼓の達人（sampling masters AYA名義）
  - らんぶる乱舞（太鼓の達人12）
  - らいとにんぐ ぱっしょん（太鼓の達人Wii決定版）
  - サンバ アレグリーア（太鼓の達人（新））
- グルーヴコースター（Sampling Masters AYA名義）
  - Five to Seven（アーケード版）
- ラチェット&クランク4th ギリギリ銀河のギガバトル（Ayako Saso名義）
  - キャプテン・クォークのガラクチック★エクササイズ
- 「っポイ!」 ひと夏の経験!?
  - 主題歌
- CHUNITHM(Sampling Masters AYA名義)
  - 8-EM(AMAZON PLUS)
- エスプレイドΨ[2]
  - ACT IN JUDGE (佐宗綾子 Remix)
  - RAGING DEICIDE (佐宗綾子 Remix)
- DJMAX RESPECT V(Sampling Masters AYA名義)
  - Revenger